# Прозрачност без граници
Прозрачност без граници (ПбГ, на английски: Transparency International; на испански: Transperencia Internacional) е международна организация, която се занимава с борба с корупцията, включително политическата корупция.
Основана в Германия, ПбГ е организирана като група от повече от 90 национални клона с общ секретариат (базиран в Берлин) и твърди, че се движи към напълно демократична организационна структура. Организацията описва себе си като „водеща световна неправителствена организация, отдадена на борба с корупцията“, а за мисията си твърди, че е „да причини промяна към свят без корупция“.
От 1995 г. ПбГ изготвя годишни „Индекс за възприятие на корупцията“ (ИВК) и „Доклад за корупцията по света“ (Global Corruption Report).
Стойността на ИВК е оспорвана, тъй като той е базиран на анкети, които според критиците показват „субективно оценяване на анкетираните хора за количеството корупция в изследваните страни вместо обективна информация“.
На такива критика ПбГ отговаря, че използва сравнителни методи, развити от авторитетни институции и също, че се бори да приближава различните представи за корупция.

## В България
Асоциация „Прозрачност без граници“ (Трансперънси интернешънъл – България) е учредена през юни 1998 г., като българското национално представителство на Трансперънси интернешънъл, и изцяло съобразява дейността си с основните принципи на коалицията. Това е първото национално представителство, учредено в Югоизточна Европа.
Мисията на „Прозрачност без граници“ е да обедини държавните институции, местните власти, представителите на гражданското общество, частният сектор и медиите, с цел създаването или променянето на системни реформи за да се спре разпространението на корупцията в страната, и по-добър живот.
Основен приоритет в работата на асоциацията е инициирането и прилагането на методи и програми за противодействие на корупцията на национално и регионално равнище. При осъществяването на своята дейност се ръководи от фундаменталните принципи на световната коалиция, от която е част, като не назовава имена и не атакува отделни личности.
Основни цели на асоциацията са:
1. Провеждане на изследователски проучвания по проблеми с корупцията.
2. Системно набиране, представяне и разпространение на необходимата аналитична информация сред държавните институции и граждански организации.
3. Проектиране и осъществяване на граждански инициативи и проекти в две основни програмни направления: национална и регионална програма.
3.1. Националната програма е ориентирана главно към:
- Апробиране на ефективни модели за независим експертен мониторинг и граждански контрол върху законодателството и процесите на приватизация от гледна точка на принципите на отчетността в работата на държавните институции.
- Повишаване на обществената чувствителност към проблемите на почтеността, прозрачността и отчетността в работата на държавните институции.
- Иницииране на застъпнически кампании за пострадали от корупционни актове лица;
- Провеждане на изследователски проекти.

3.2. Регионалната програма е насочена към:
- Събиране и разпространение на специализирана информация за развитие на антикорупционни инициативи в региона;
- Обмяна на опит и трансфер на ноу-хау между сродни неправителствени организации в Югоизточна Европа;
- Създаването на регионални мрежи при осъществяването на антикорупционни инициативи.

4. Сътрудничество с централната и местните власти, експерти в държавната администрация и неправителствени организации с подобна насоченост, с цел създаване на стабилна мрежа от обществени коалиции, работещи по проблемите на борбата с корупцията.

## Управление
- Изпълнителен директор на „Прозрачност без граници“ от ноември 2011 година е преподавателят по Право в Софийския университет Калин Славов.
- Програмен директор от ноември 2011 година е Ваня Кашукеева-Нушева.

## Проекти
1. „Подобряване прозрачността на сделки със значим обществен интерес в България: мониторинг на автомагистрала Тракия“
Този проект е изцяло по инициатива на „Прозрачност без граници“, финансиран от фондация „Америка за България“.
Водещата цел е да се ограничи възможността от злоупотреба и присвояване на публични средства чрез създаването на
стандарти за повишаване нивото на обществен контрол и изпълнението на договори за обществени поръчки.
Проектът включва няколко основни насоки:
осъществяване на изследвания на общественото мнение относно нивото на прозрачност и контрол при договарянето и
реализирането на сделки със значим обществен интерес;
- анализ на съществуващите дефицити в българското законодателство, създаващи предпоставки за нарушения на процедурите по възлагането и изпълнението на сделки със значим обществен интерес и съпоставка с най-добрите международни практики и опита на държави членки на ЕС относно гарантирането на прозрачност и отчетност в тази сфера;
- правен анализ на действащите разпоредби и анализ на приложението им във връзка в провеждането на конкурсната процедура за избор на изпълнител за изграждане на автомагистрала „Тракия“;
- прилагане на мониторинг на процеса на изграждане на автомагистрала „Тракия“, включващ наблюдение на процеса на

подготовка на тръжната документация, провеждането на тръжните процедури и изпълнение на договора в съответствие с
изискванията на възложителя.
2. „Гражданското общество срещу купуването на избирателни гласове: ефективният граждански контрол като фактор за
провеждането на честни и демократични избори“ (2008 – 2009).
Този проект се инициира в четири основни линии на дейност:
- Провеждане на многобройни социологични проучвания;
- Анализ на дефицитите в избирателните закони, които позволяват купуване на избирателни гласове;
- Провеждане на застъпническа кампания в две основни измерения – национално и международно. Националната застъпническа кампания включва следните линии на действие: Промотиране на Харта за честни избори; Обществена кампания за мобилизиране на структурите на гражданското общество и създаване на коалиция от неправителствени организации и медии, които подкрепят инициативата за ограничаване на практиките за купуване на гласове; Публикуване и разпространение на стикери, брошури, значки и други материали с призиви срещу купуването на гласове; Медийна кампания в радио, телевизионни канали и електронните

сайтове, която включва публикуване на рекламен клип с призив срещу купуването на гласове, публикуване на банери и текстови линкове в електронни издания, провеждане на пресконференции и обществени дискусии.
- Наблюдение на избирателния процес.

3. „Граждански мониторинг на финансирането на кампанията за избори на членове на Европейския парламент от Република България и кампанията за парламентарни избори в България“ (2008)
В началото на месец юли 2008 г. „Прозрачност без граници“ започва осъществяването на независим граждански мониторинг за финансиране на предизборните кампании за парламентарни избори и изборите за членове в Европейския парламент от
Република България. Този проект се осъществява благодарение на финансиране от „Bulgaria Fund“.
4. Проект „Граждански мониторинг на финансирането на кампанията за местни избори в България“ (2007)
Този проект се осъществява с финансовата подкрепа на Демократичната комисия към Посолството на САЩ в София. Проектът цели да осъществи независим граждански мониторинг на финансирането на кампанията за местни избори 2007 г. С оглед спецификата на изборите за местни органи на властта, наблюдението се осъществява със
съдействието на местни монитиращи екипи на територията на 6 града от Северна и Южна България – Варна, Русе, Видин, Бургас, Хасково и Дупница.
Регионалната програма е насочена към:
- събиране и разпространение на специализирана информация за развитие на антикорупционни инициативи в региона;
- обмяната на опит между сродни неправителствени организации в Югоизточна Европа;
- създаването на регионални мрежи при осъществяването на антикорупционни инициативи.

5. Проект „Броене до безнаказаност“ –
Давностните срокове (ДС) са задължителни правила, които се отнасят до периода, в който наказателни и граждански искове могат да бъдат предявени срещу ответника. Като се има предвид, че след като давностният срок, наричан още период на давност, за корупционни престъпления е изтекъл, престъпното лице не може да бъде наказуемо, независимо от тежестта на доказателствата и на сериозността на престъплението. Срокът на давност представлява основният предмет при ефективното прилагане на антикорупционните закони.
Асоциацията „Прозрачност без граници“ провежда 16 месечен проект за изследване на давностните срокове в Европейския съюз за корупционни престъпления чрез идентифициране на слабости и най-добри практики във всяка от 27-те страни членки на ЕС.
В този проект основни цели са:
- Осигуряване на преглед на специфичните правила и конкретни ДС периоди, приложими за корупционни нарушения;
- Определяне дали прилагането на ДС върху корупционни случаи представлява пречка за ефективното прилагане на антикорупционни закони;
- Определяне на най-добрите практики и слабости при прилагането на давностните срокове в корупционни случаи;

6. Проект на Transparency International „Подай сигнал“
Цели на този проект са да засили ефективната защита на лица, подаващи сигнали за нередности и корупция. Проектът цели да се проучат основните механизми за защита на тези лица в 10 държави членки на Европейския съюз.
- Инициативата се осъществява с финансовата подкрепа на програма „Превенция и борба срещу престъпността“ на Европейската комисия, генерална дирекция „Правосъдие, свободи и сигурност“.

Във връзка с изпълнението на проекта националните представителства на TI изготвят подробен национален доклад относно нивото на защита на лицата, подаващи сигнали за корупция в съответните държави. В докладите са изследвани както националният политическия и културен контекст, така и законодателството, политиките и практиките в десетте страни. Представени са и предложенията на експертите от TI за това как да се подобри настоящата ситуация за лицата, подаващи сигнали.
На базата на резултатите от националните изследвания секретариатът на TI изготви регионален доклад, озаглавен: „Възможна ли е алтернатива на мълчанието: Защита на лицата, подаващи сигнали за корупция в десет държави членки на ЕС“.

## Индекс за възприятие на корупцията
България е включена за първи път в Корупционния индекс на Transparency
International през 1998 година със стойност 2,9 пункта. За периода от 1998 до 2002
година изследванията показват бавно, но стабилно повишение на неговите стойности.
За периода от 2002 до 2007 година показателят на страната няма съществени промени и се движи около 4 пункта. В следващите години индексът на България отбелязва спад, като се движи в интервала между 3,6 и 3,8 пункта. През 2011 година
индексът на страната е със стойност 3,3, като с този показател страната се нарежда на 86-о място в класацията.
| 1998 г.    | 1999 г.    | 2000 г.    | 2001 г.    | 2002 г.  | 2003 г.    | 2004 г.    | 2005 г.  | 2006 г.  | 2007 г.    | 2008 г.    | 2009 г.    | 2010 г.    | 2011 г.    |
| ---------- | ---------- | ---------- | ---------- | -------- | ---------- | ---------- | -------- | -------- | ---------- | ---------- | ---------- | ---------- | ---------- |
| 2,9 пункта | 3,3 пункта | 3,5 пункта | 3,9 пункта | 4 пункта | 3,9 пункта | 4,1 пункта | 4 пункта | 4 пункта | 4,1 пункта | 3,6 пункта | 3,8 пункта | 3,6 пункта | 3,3 пункта |